# José Reyes Vega
José Reyes Vega né à Zapotiltic dans le Jalisco le 6 janvier 1896 et mort à Tepatitlán de Morelos dans le même État du Mexique le 19 avril 1929, est un prêtre et militaire mexicain. Sous le nom de « padre Vega », parfois surnommé « le Pancho Villa en soutane », il est un des chefs des révoltés catholiques lors de la guerre des Cristeros (1927-1929),,. D'un caractère exalté et impulsif, il fait fusiller de nombreux prisonniers de l'armée gouvernementale et les guérilleros de sa troupe qui désobéissent,,,,. Il est tué d'une balle dans la tête à la bataille de Tepatitlán.

## Biographie

### Jeunesse
Reyes Vega étudie au séminaire de Ciudad Guzmán. Ordonné prêtre à Guadalajara en 1923, il exerce son ministère dans diverses localités du Jalisco : Tototlán, Atotonilco el Alto, Arandas,,,,,. Il s'affilie à l'Association catholique de la jeunesse mexicaine, comme d'autres futurs leaders cristeros.
Il est d'un caractère impulsif et violent. Son intelligence vive et son sens pratique compensent son manque de talent, écrit l'un de ses condisciples,. Plutôt favorable initialement à la paix, il rejoint la lutte armée des Cristeros au début du mouvement.

### Guerre des Cristeros

#### 1927

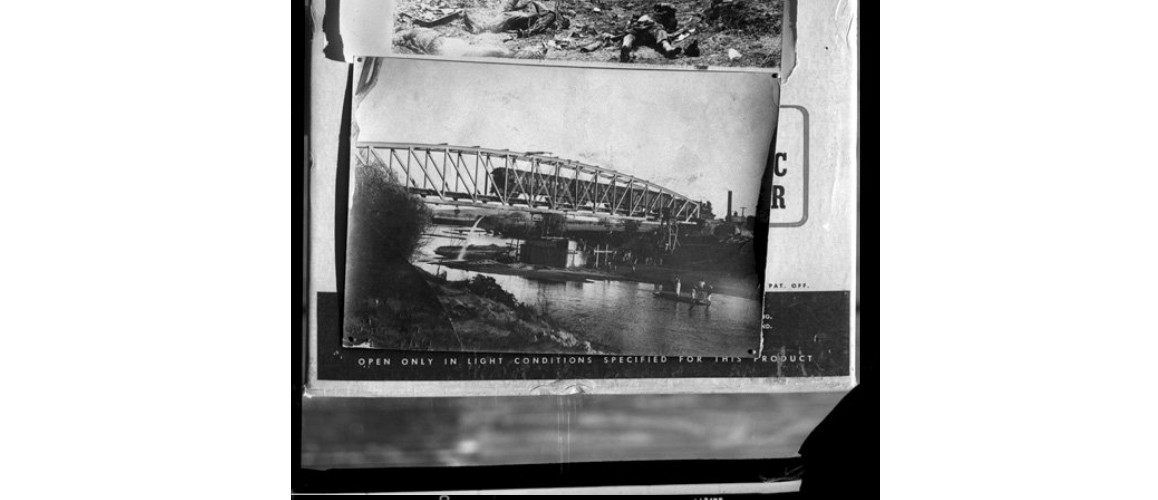
Attaque au train de la Barca, 1927.

Le 10 janvier, à la tête de 200 hommes, le père Vega entre dans la ville de Arandas. Il fait brûler l'école et l'État civil, libérer les prisonniers et arrêter le président municipal Manuel Ascencio. En février, on estime que Vega et son compagnon Aristeo Pedroza ont sous leurs ordres quelque 700 guerilleros. Début mars il participe à la prise d'Atotonilco. Le 15, il vainc à la bataille de San Julián une troupe de 900 soldats fédéraux commandés par le général Espiridión Rodríguez Escobar,,,,, mais le 27 Vega et Miguel Hernández sont mis en échec par les forces fédérales dirigées par les généraux Ubaldo Garza et Espiridión Rodríguez Escobar lors de la bataille de Cuquío,.
Le 19 avril avec autres leaders cristeros il dirige l'attaque au train militaire fédéral de La Barca. Vega ordonne d'incendier le train, où périssent une cinquantaine de soldats fédéraux et de civils,,,,,,,,,. Cette action conduit le gouvernement à intensifier la lutte et à bombarder des localités cristera.
En mai, il s'enfuit aux États-Unis avec d'autres généraux cristeros ; il rentre au Mexique en juillet, sous les ordres du général Gorostieta.

#### 1928
En février, Vega conduit le siège d'Arandas, mais est repoussé par les forces gouvernementales. Le 10 mars avec Aristeo Pedroza et Miguel Hernández, il prend la place de San Juan de Los Lagos, contre le 35e Bataillon de cavalerie,,. Peu après ils conquièrent San Miguel el Alto. Le 28 décembre Vega est nommé général commandant les régiments Gómez Loza. Il désigne Gabino Flores et Cayetano Álvarez comme ses colonels,,.

#### 1929

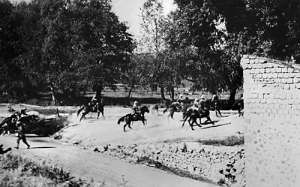
Bataille de Tepatitlán, avril 1929.

Le 16 mars à Tepatitlán il prend part au procès qui condamne à mort le colonel cristero Victoriano Ramírez,.
Le 23 mars, lors de l'offensive de Guadalajara, il est chargé de s'emparer d'un train à Poncitlán en provoquant un affrontement avec la division du général Lázaro Cárdenas. Il échoue mais fait 100 victimes parmi les fédéraux,.
En avril, il est vaincu par les forces combinées de Saturnino Cedillo et Maximino Ávila Camacho à Arandas. Le 19 avril à Tepatitlán, grâce à un mouvement en tenaille, il bat des fédéraux trois fois supérieurs en nombre dirigés par le général Saturnino Cedillo,,,,,,,,,,,. Lors de cette bataille il est mortellement blessé d'une balle derrière la tête. L'origine du tir est encore aujourd'hui discutée,.

## Dans la culture populaire
Santiago Cabrera a interprété Vega dans le film Cristiada (2012).
Plusieurs chansons populaires, connues sous le nom de corridos, ont été écrites en l'honneur de ses batailles : Corrido de los Combates de San Julián, Corrido de los Combates de Tepatitlán, La muerte de Victoriano Ramírez "El Catorce", El corrido del Padre Vega, qui relate sa mort, et El corrido del presbítero Pedroza*,.